# Quem Ama Não Mata
Quem Ama Não Mata é uma minissérie brasileira produzida e exibida pela TV Globo de 12 de julho a 6 de agosto de 1982, em 20 capítulos.
Escrita por Euclydes Marinho, com colaboração de Denise Bandeira e Tânia Lamarca; foi dirigida por Daniel Filho e Dennis Carvalho.

## Trama
A minissérie conta as histórias de cinco casais distintos: Jorge e Alice; Chico e Júlia; Raul e Laura; Fonseca e Odete; General Flores e Dona Carmem. Logo no primeiro episódio, acontece um assassinato, porém não é revelado quem matou, nem quem morreu. A primeira trama, é a de Jorge e Alice um casal que deseja ter filhos, porém ele é estéril e ela apresenta dificuldade para engravidar, mas a falta de diálogo de ambos, faz com que sejam violentos um com o outro, ocasionando uma consequência trágica. Laura, irmã de Alice, trabalha como naturalista e é mãe de Júlia e Ângela, fruto de relacionamentos anteriores. Independente, se apaixona por Raul, homem de negócios que acredita que o casamento é a única coisa que os fará felizes, colocando em xeque a relação, já que Laura quer manter a qualquer custo sua independência.
Outra trama, é a de Chico e Júlia, que vivem tranquilos até a chegada de Lucas, a quem Júlia acaba por se apaixonar. Odete e Fonseca, são um casal que vivem uma relação cheia de altos e baixos, já que Fonseca é muito ciumento e tenta controlar Odete, mulher alegre e desinibida; mas entre as diversas discussões se amam muito. Por fim, há os pais de Alice e Laura, o General Flores e Dona Carmem, um casal que convive tranquilamente e não entendem as divergências nas relações das filhas.

## Elenco
em ordem de abertura
| Interprete       | Personagem             |
| ---------------- | ---------------------- |
| Marília Pêra     | Alice                  |
| Cláudio Marzo    | Jorge                  |
| Denise Dumont    | Júlia                  |
| Daniel Dantas    | Chico                  |
| Susana Vieira    | Laura                  |
| Ângela Leal      | Yara                   |
| Dionísio Azevedo | General Aurélio Flores |
| Paulo Villaça    | Raul                   |
| Tânia Scher      | Odete                  |
| Buza Ferraz      | Lucas                  |
| Giovanna Gold    | Renata                 |
| Norma Geraldy    | Dona Carmem            |
| Monique Curi     | Ângela                 |

### Participações especiais
| Interprete                   | Personagem                               |
| ---------------------------- | ---------------------------------------- |
| Hugo Carvana                 | Fonseca                                  |
| Ana Maria Nascimento e Silva | Sandra Vergueiro                         |
| Felipe Wagner                | chefe de Júlia no jornal                 |
| Gracindo Júnior              | Marcelo Gusmão                           |
| Ilva Niño                    | Helena                                   |
| John Herbert                 | Marianinho                               |
| José de Abreu                | médico que faz o aborto em Alice         |
| Nina de Pádua                | médica que diagnostica gravidez em Alice |
| Paulo Ramos                  | Davi                                     |
| Sílvia Bandeira              | mulher de Marianinho                     |

## Exibição
Foi reprisada em setembro de 1985, às 22h15, em 15 capítulos.